# Långvårdsmedicin
Långvårdsmedicin var en medicinsk specialitet som tillkom år 1969. Specialiteten härstammar från kronikervården, som var ett begrepp som tillkom på 1920-talet. Man ansåg att kroniskt sjuka var i behov av längre tids sjukhusvård, men att denna typ av vård kunde tillgodoses utanför akutsjukvårdens ramar. Specialiteten var en utveckling av invärtesmedicinen.
Långvårdsmedicinen gavs i uppdrag att sköta långvårdsmedicinska kliniker, som ofta kunde vara annex till akutsjukvården. På långvårdsklinikerna kunde patienter med kroniska sjukdomar vårdas under lång tid, ibland för återstoden av sina liv. Diagnosgrupper som var vanliga vid dessa kliniker var demenssjukdomar, tillstånd efter stroke, ortopediska och reumatiska sjukdomar, samt tumörsjukdomar.
Klinikerna var väl bemannade med läkare, sjuksköterskor, övrig vårdpersonal, samt med kringpersonal i form av sjukgymnaster, arbetsterapeuter och kuratorer.
Patienterna fick ett bra medicinskt omhändertagande, men nackdelen var att vården skedde i sjukhusmiljö. Man insåg även att många patienter vistades på långvårdsklinikerna onödigt länge. I början av 1980-talet utvecklades därför rehabiliteringsfunktionerna, och en del patienter kunde skrivas hem, eller till lättare kommunala boenden, som ålderdomshem eller serviceboende. Ungefär samtidigt startades på många håll lasarettsansluten hemsjukvård som utgick från långvårdsklinikerna.
Differentieringen av långvårdsmedicinen fortsatte mot särskilda rehabiliteringsavdelningar, demensutredning och vård i livets slutskede. Den 1 januari 1992 genomfördes den s.k. ÄDEL-reformen, vilken bl.a. resulterade i att boende för kroniskt sjuka äldre överfördes till primärkommunernas ansvar, medan de mer specialiserade utrednings-, rehabiliterings- och behandlingsfunktionerna kvarstannade inom landstingen. Samtidigt ändrades den medicinska specialitetens namn från långvårdsmedicin till geriatrik.